# Rödflotjärnen (Borgvattnets socken, Jämtland)
Rödflotjärnen är en sjö i Ragunda kommun i Jämtland och ingår i Indalsälvens huvudavrinningsområde. Sjöns area är 0,01 kvadratkilometer och den befinner sig 400 meter över havet.